# Nika Kenczadze
Nika Kenczadze (gruz. ნიკა კენჭაძე; ur. 17 kwietnia 1997) – gruziński zapaśnik walczący w stylu wolnym. Brązowy medalista mistrzostw świata w 2021, a także mistrzostw Europy w 2019 i 2021. 
Mistrz świata U-23 w 2018. Trzeci na ME U-23 w 2018. Wicemistrz Europy juniorów w 2017 roku.